# Frankrike i olympiska vinterspelen 1992
Frankrike deltog i olympiska vinterspelen 1992 med 109 idrottare varav 79 män och 30 kvinnor.

## Medaljer

### Guld
- Skidskytte:
  - Stafett damer: Corinne Niogret, Véronique Claudel och Anne Briand
- Nordisk kombination
  - Individuellt:Fabrice Guy
- Freestyle
  - Puckelpist herrar: Edgar Grospiron

### Silver
- Alpin skidåkning:
  - Störtlopp herrar: Franck Piccard
  - Super-G damer: Carole Merle

- Nordisk kombination:
  - Individuellt: Sylvain Guillaume

- Konståkning
  - Isdans: Isabelle Duchesnay och Paul Duchesnay

- Freestyle:
  - Puckelpist herrar: Olivier Allamand

### Brons
- Alpin skidåkning:
  - Kombination damer: Florence Masnada